# William Jaco
William « Bus » H. Jaco (né le 14 juillet 1940 à Grafton, en Virginie-Occidentale) est un mathématicien américain connu pour son rôle dans le théorème de décomposition de Jaco-Shalen-Johannson et est professeur Regents et titulaire de la chaire Grayce B. Kerr à l'université d'État de l'Oklahoma et directeur exécutif de l'Initiative for Mathematics Learning by Inquiry.

## Formation et carrière
Jaco est titulaire d'un BA de l'université d'État de Fairmont et d'un MA de l'université d'État de Pennsylvanie. Il termine son doctorat en 1968 à l'université du Wisconsin à Madison.
Il occupe des postes de professeur à l'université du Michigan et à l'université Rice avant de rejoindre la faculté de l'université d'État de l'Oklahoma en tant que chef du département de mathématiques de 1982 à 1987 et est de nouveau chef de 2011 à 2018. Il est membre de l'Institute for Advanced Study (IAS), de l'Institut de recherche en sciences mathématiques (MSRI) et de l'American Institute of Mathematics (AIM).
Il est directeur exécutif de l'American Mathematical Society (AMS), président de la section de mathématiques de l'American Association for the Advancement of Science. Il est membre du conseil d'administration de l'American Mathematical Society et président du conseil d'administration, en 2014-2015.
Krystyna Kuperberg est l'une de ses doctorantes (en collaboration avec Karol Borsuk). 
En 1998, il est élu membre de l'Association américaine pour l'avancement des sciences et en 2012, il est membre de l'American Mathematical Society, où il est membre honoraire à vie. Il est membre associé honoraire de la Société mathématique de Moscou.
Jaco occupe les postes de professeur Regents (2008)  et de professeur "Grace B. Kerr" à l'université d'État de l'Oklahoma où il est reconnu comme membre éminent du corps professoral 2017 et en 2019 reconnu comme membre distingué du corps professoral de recherche Regents. Il occupe également la chaire Lois and Fred Gehring Distinguished Visitor Chair à l'université du Michigan.
Pour commémorer le 70e anniversaire de Jaco et sa carrière de mathématicien, l'université d'État de l'Oklahoma organise une conférence en topologie appelée Jacofest en juin 2010.
Ses recherches mathématiques portent sur la géométrie et la topologie, où il étudie les variétés de basse dimension, les problèmes de décision, les algorithmes et la théorie de la complexité. Il est surtout connu pour le théorème de décomposition de Jaco–Shalen–Johannson, ses travaux sur les surfaces normales et la co-découverte de triangulations efficaces .